# Externalité budgétaire
 (novembre 2022).
Une externalité budgétaire (ou effet de débordement) est une externalité produite par une politique budgétaire. Elle désigne plus spécifiquement la propagation d'une politique budgétaire d'un pays à d'autres pays.

## Concept
Une politique budgétaire consiste généralement pour un État à moduler son niveau de dépenses publiques selon la conjoncture économique. Lorsqu'un État est de grande taille, alors la politique budgétaire nationale peut avoir des effets dans les pays avec pays qui lui sont interreliés. Les États qui commercent avec ce pays peuvent ainsi bénéficier d'une politique budgétaire expansionniste d'un autre pays. Ce même mécanisme fonctionne en sens inverse.
La présence d'externalités budgétaires est l'un des arguments en faveur du fédéralisme économique : dans le cas où les externalités sont fortes entre des pays car ils sont très fortement liés entre eux, la voie du fédéralisme peut permettre d'internaliser les externalités.
Si des études empiriques ont montré l'existence de telles externalités, leur effet demeure ambigu. Dans les années 2000, les travaux empiriques concluent généralement à l'existence d'externalités budgétaires d'une ampleur assez faible.

## Canaux de transmission

### Canal du commerce extérieur
La hausse du déficit public ou la hausse des dépenses publiques dans un pays stimule la croissance par le biais de l'effet multiplicateur, si celui-ci est positif. Ces politiques provoquent une augmentation de la consommation par les agents économiques nationaux ; cela mène spontanément à une hausse des importations, car tous les biens que les ménages et entreprises consomment ne sont pas toujours produits dans le pays. Ce canal est particulièrement fort dans le cas de pays voisins qui commercent beaucoup entre eux.

### Canal du taux d'intérêt
Une hausse des dépenses, si elle passe par une augmentation du déficit public, exige de l’État qu'il emprunte de l'argent sur les marchés financiers. La hausse de la demande de monnaie sur les marchés provoque, à offre inchangée, une hausse du prix de la monnaie, à savoir du taux d'intérêt. Dans une union monétaire comme dans la zone euro, la relance budgétaire d'un seul gros pays, si elle est financée par le déficit, peut provoquer une hausse des taux pour tous les pays. Or, une augmentation des taux d'intérêt a tendance à déprimer l'économie, car l'investissement en devient plus coûteux et moins rentable comparativement à des placements financiers simples. Aussi, une hausse du taux d'intérêt peut, en situation de mobilité des capitaux, provoquer une appréciation de la monnaie, ce qui réduit la compétitivité-prix des biens à l'export.

### Canal de la fiscalité
La politique fiscale s'attache à moduler le niveau d'imposition dans un pays. Une baisse d'impôts dans un pays peut avoir pour effet de rendre ledit pays plus attractif ; les entreprises quittent alors les pays environnants pour s'y installer. Ainsi, l'externalité budgétaire a des effets différents selon qu'elle soit liée à une hausse des dépenses ou à une baisse des impôts.

### Canal de l'offre
Une politique fiscale modifie les conditions de profitabilité des entreprises ; la fiscalité influe donc sur l'offre des biens et services.

## Vérifications empiriques

### Difficulté de mesure précise
Plusieurs travaux, dont notamment Gros et Hobza (2001) et Hebous et Simmermann (2013) montrent que l'ampleur des externalités est difficile à identifier avec précision, du fait de la multiplicité des canaux et de leurs effets parfois contraires.

### Externalités budgétaires positives
Un article de Beetsma et al. (2001) met en évidence l'existence d'externalités positives liées au canal du commerce extérieur. Un article de Bénassy-Quéré et Cimadomo (2006) montre que lorsqu'il y a des externalités budgétaires, elles sont positives, mais relativement faibles ; en revanche, une relance fiscale causerait une externalité budgétaire importante si, dans l'Union européenne, elle est menée par l'Allemagne.
Dans un article de 2016, Belke et Osowski étudient l'effet d'un choc budgétaire initié par la France ou par l'Allemagne. Ils remarquent que les externalités sont assez modestes, mais plus élevées pour les pays au sein de l'Union économique et monétaire que dans les pays qui se situent en dehors.

### Externalités budgétaires négatives
L'externalité budgétaire peut également être négative, à savoir qu'une politique dans un pays heurte la situation économique d'un autre. Dans le cas de mesures d'austérité, les effets de l'assainissement des finances publiques sur le PIB des pays interreliés sont hétérogènes (Goujard, 2013, et Attinasi, Lalik et Vetlov, 2017).